# Taxiphyllum moutieri
Taxiphyllum moutieri är en bladmossart som beskrevs av Brotherus 1925. Taxiphyllum moutieri ingår i släktet Taxiphyllum och familjen Hypnaceae. Inga underarter finns listade i Catalogue of Life.